# Philipp Stölzl

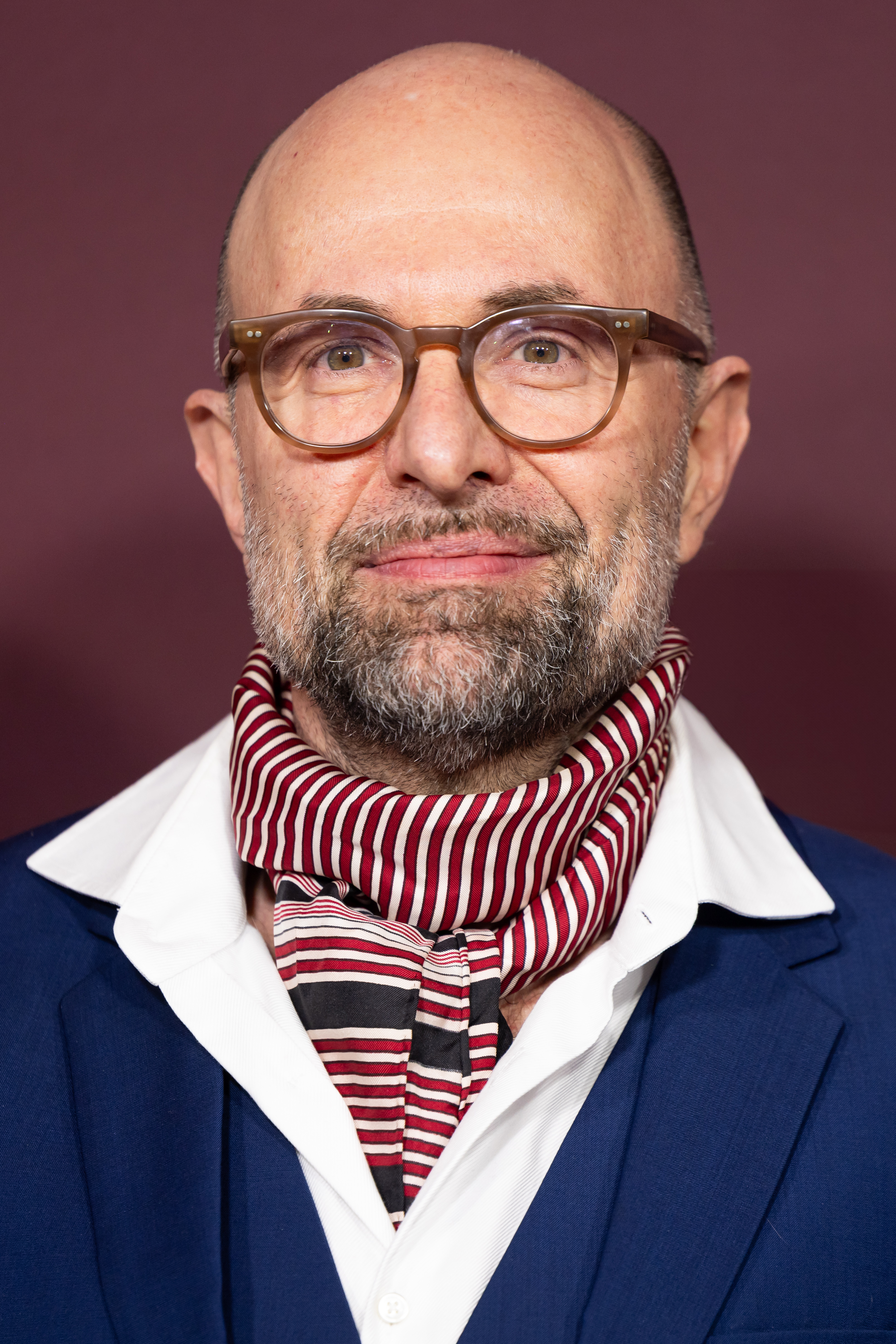
Philipp Stölzl (2025)

Philipp Stölzl (* 1967 in München) ist ein deutscher Regisseur. Er inszeniert Spielfilme, Werbespots, Musikvideos und Opern.

## Leben

### Anfänge
Philipp Stölzl ist der Sohn des Historikers und CDU-Politikers Christoph Stölzl. Philipp Stölzl absolvierte an den Münchner Kammerspielen eine Ausbildung zum Bühnenbildner und begann als Assistent von Jürgen Rose und Ezio Toffolutti. Er war zunächst bis 1996 als Bühnen- und Kostümbildner an deutschen Theatern tätig und arbeitete u. a. mit Regisseuren wie Thomas Langhoff und Armin Petras zusammen. Mit Petras und Rio Reiser brachte er 1994 am Theater Chemnitz das Rockmusical Knock out Deutschland heraus, an dem er auch als Koautor mitgewirkt hatte.

### Film
1997 drehte er sein erstes Musikvideo für die Rammstein-Single Du hast.
Stölzl drehte unter anderem die Musikvideos Bring Me to Life, Going Under und Everybody’s Fool zu den Liedern von Evanescence. Für den Clip zu Stripped der Band Rammstein verwendete er Bilder des Films Olympia – Fest der Völker von Leni Riefenstahl aus dem Jahr 1938. Des Weiteren drehte er für Madonna American Pie sowie für den Titelsong des James-Bond-Films Die Welt ist nicht genug von Garbage. Seit 2000 ist Stölzl in der Werbung tätig und drehte unter anderem Spots für Marken wie BMW, Nokia, Rolex und Sony. Seit 2004 dreht Stölzl Musikvideos für die Katapult Filmproduktion.
Sein erster Spielfilm war 2002 Baby. 2008 startete sein zweiter Spielfilm, das Bergabenteuer Nordwand mit Benno Fürmann, Johanna Wokalek, Florian Lukas und Ulrich Tukur in den Hauptrollen. Die Weltpremiere fand auf dem Locarno Film Festival, die Deutschlandpremiere auf dem Filmfest Hamburg statt. Nordwand wurde mit dem Deutschen Filmpreis der Kategorien Beste Bildgestaltung und Beste Tongestaltung 2009 ausgezeichnet.
2010 kam Stölzls dritter Spielfilm, Goethe!, in die deutschen Kinos, der die Entstehungsgeschichte von Goethes Werther mit einer autobiografischen Liebesgeschichte des jungen Dichters mit Charlotte Buff, später Kestner, erzählt. Goethe! wurde mit dem Deutschen Filmpreis der Kategorie Bestes Maskenbild 2011 ausgezeichnet.
Im Jahr 2013 übernahm Stölzl die Regie des Films Der Medicus, der nach dem gleichnamigen Buch von Noah Gordon gedreht wurde.
2015 führte er für den Sender RTL Regie bei dem dreiteiligen Fernsehfilm Winnetou – Der Mythos lebt, welcher grob auf den Romanen von Karl May basiert.

### Musik- und Sprechtheater
Stölzl inszeniert außerdem am Musik- und Sprechtheater. 2005 hatte seine Fassung von Carl Maria von Webers Freischütz am Staatstheater Meiningen Premiere. 2007 inszenierte Stölzl bei den Salzburger Festspielen die Berlioz-Oper Benvenuto Cellini. 2010 inszenierte er Johann Strauss’ Operette Die Fledermaus an der Staatsoper Stuttgart. Im Jahr 2014 inszenierte Stölzl sein erstes Theaterstück, Frankenstein nach dem gleichnamigen Roman von Mary Shelley, am Theater Basel.
2019 inszenierte Stölzl bei den Bregenzer Festspielen Giuseppe Verdis Oper Rigoletto und erreichte hohe mediale Aufmerksamkeit, u. a. durch die Aufzeichnung und Übertragung der Oper durch das ZDF.
Über seine Interpretation 2024 von Der Freischütz, wiederum bei den Bregenzer Festspielen, schreibt Journalist Dieter Oßwald: „Stölzl haut nicht nur visuell ziemlich auf die Pauke, er gibt dem Romantik-Klassiker zudem einen queeren Anstrich. Mit angenehmer Lässigkeit präsentiert Stölzl die neue Queerness im überromantischen Grusel-Klassiker um Liebe, Schuld und Vergebung. Sogar für planschende Badenixen wie aus einem uralten Hollywood-Musical ist am Bodensee noch Platz.“
Stölzl hat drei Kinder und wohnt in Berlin.

## Filmografie (Auswahl)
- 1999: Morituri Te Salutant, Kurzfilm
- 2002: Baby
- 2008: Nordwand
- 2010: Goethe!
- 2012: Die Logan Verschwörung (Erased)
- 2013: Der Medicus
- 2016: Winnetou – Der Mythos lebt (Fernsehfilm)
- 2019: Ich war noch niemals in New York
- 2021: Schachnovelle
- 2023: Der Schwarm (Fernsehserie)

## Bühne

### Musical
- 1994 Knock out Deutschland, Theater Chemnitz
- 2025 Grand Finale, Theater Basel

### Oper
- 2005 Der Freischütz, Staatstheater Meiningen
- 2006 Rubens und das Nicht-Euklidische Weib, Ruhrtriennale
- 2007 Benvenuto Cellini, Salzburger Festspiele
- 2008 Faust, Theater Basel
- 2009 Der fliegende Holländer, Theater Basel
- 2010 Rienzi, Deutsche Oper Berlin
- 2010 Die Fledermaus, Staatsoper Stuttgart
- 2011 Orpheus in der Unterwelt, Staatsoper Unter den Linden
- 2012 Parsifal, Deutsche Oper Berlin
- 2013 Il trovatore, Theater an der Wien
- 2013 Il trovatore, Staatsoper Unter den Linden
- 2015 Cavalleria rusticana und Pagliacci, Osterfestspiele Salzburg in Co-Produktion mit der Semperoper Dresden
- 2017 Andrea Chénier, Bayerische Staatsoper
- 2019 Rigoletto, Bregenzer Festspiele
- 2022 Turandot, Staatsoper Unter den Linden
- 2024 Der Freischütz, Bregenzer Festspiele

### Schauspiel
- 2014 Frankenstein, Theater Basel
- 2017 Der Phantast – Leben und Sterben des Dr. Karl May, Staatsschauspiel Dresden
- 2019 Andersens Erzählungen, Schauspieloper, Theater Basel
- 2022 Das Vermächtnis (The Inheritance), Residenztheater München
- 2023 James Brown trug Lockenwickler, Residenztheater München

## Musikvideos
- 1997 Rammstein: Du hast
- 1997 Rammstein: Das Modell, unveröffentlicht
- 1997 Faith No More: Stripsearch
- 1998 Witt/Heppner: Die Flut
- 1998 Rammstein: Du riechst so gut
- 1998 Rammstein: Stripped
- 1998 Marius Müller-Westernhagen: Wieder hier
- 1998 Gianna Nannini: Giorno Disumano
- 1998 VAST: Pretty When You Cry
- 1999 Marius Müller-Westernhagen: Supermann
- 1999 Mr. X & Mr. Y: Viva la revolucion
- 1999 Marius Müller-Westernhagen: Durch deine Liebe
- 1999 Garbage: The World Is Not Enough
- 1999 Marius Müller-Westernhagen: Radio Maria Open Air Tour
- 2000 Madonna: American Pie
- 2000 a-ha: Minor Earth Major Sky
- 2000 Marius Müller-Westernhagen: Rosanna
- 2001 Die Ärzte: Rock’n Roll Übermensch
- 2001 Marius Müller-Westernhagen: Nimm mich mit 2000
- 2003 Evanescence: Bring Me to Life
- 2003 Evanescence: Going Under
- 2003 Luciano Pavarotti, Il Canto
- 2004 Evanescence: Everybody’s Fool
- 2004 Rosenstolz: Liebe ist alles
- 2004 Die Toten Hosen: Ich bin die Sehnsucht in dir
- 2005 Anastacia: Heavy on My Heart
- 2005 Marius Müller-Westernhagen: Eins
- 2008 Die Toten Hosen: Strom

## Werbefilme (Auswahl)
- 1998 Sony PlayStation: Verwaist, Es kann nur einen geben
- 2000 Jump FM: Immer und Überall
- 2000 Sony-Wega: New York
- 2001 Deutsche Bank Italia: Finanza & Futuro
- 2001 Monoprix: Robbery Streetcorner, Japan, Shining
- 2002 Lux: Spicy Moonlight
- 2002 Nordhäuser Eiskorn: Mammut
- 2002 Tic Tac: Nero
- 2002 Apollo: Präsentation
- 2002 E-Plus: Chamäleon
- 2002 Shark: Female Victim Male Victim
- 2003 Premiere: Have a Good Time Prediger
- 2003 Lotteria Primitiva: Cross
- 2003 CNP: Life Will Always Be Life
- 2004 NKL: Mond, Schneekugel
- 2004 Rolex: Train
- 2005 Weihenstephan: Glücksmoment
- 2005 NKL: Villa
- 2005 Cruzcampo: Fiesta, Cana
- 2007 Oberösterreichische Energie AG

## Auszeichnungen
- Best Director of the Year für das Musikvideo Pretty When You Cry
- Diverse Goldene Schallplatten für seine Video-Arbeiten
- Echo-Nominierung des Musikvideos Wieder hier als bestes Musikvideo national im Jahr 1999
- Comet-Gewinner mit dem Musikvideo Nimm mich mit 2000 als bestes Musikvideo national im Jahr 2001
- Berliner Bär Preisträger 2001 im Bereich Neue Medien
- MTV-Video-Music-Awards-Nominierung des Musikvideos Bring Me To Life als bestes Rock Video im Jahr 2003
- Bühnenbilder des Jahres 2014/2015 für Cavalleria rusticana/Pagliacci bei der Kritikerumfrage der Opernwelt[7][8]
- 2019: Bayerischer Filmpreis: Sonderpreis für Ich war noch niemals in New York
- 2020: Bayerischer Filmpreis: Auszeichnung in der Kategorie Produktion (Tobias Walker und Philipp Worm) und Darsteller (Oliver Masucci) für Schachnovelle
- 2021: Friedenspreis des Deutschen Films – Die Brücke: Nationaler Friedenspreis des Deutschen Films für Schachnovelle